# Слађана Влајовић
Слађана Влајовић (Косовска Митровица, 7. фебруар 1970) српска је позоришна, телевизијска, филмска и гласовна глумица.

## Биографија
Слађана је рођена 7. фебруара 1970. године у Косовској Митровици. Глуму је дипломирала на Факутету драмских уметности у Приштини у класи професора Владе Јевтовића. Игра у позоришним представама Фине мртве д(ј)евојке, Ружни, прљави, зли и Трпеле Београдског народног позоришта.
На позоришном фестивалу Театар фест добила је награду за најбољу женску улогу у представи Трпеле као и награду стручног жирија за глумицу вечери. Представа је на истом фестивалу добила награду Корак у храброст коју додељује РТРС.
Телевизијској публици је позната по улогама у серијама Ургентни центар и Нек иде живот.
Такође она је радила и синхронизације цртаних филмова за Канала Д.

## Филмографија
| Год.  | Назив           | Улога             |
| ----- | --------------- | ----------------- |
| 1995. | Ватра и ништа   | Наратор           |
| 1998. | Буре барута     |                   |
| 1998. | Повратак лопова |                   |
| 2015. | Ургентни центар | Медицинска сестра |
| 2017. | Као на филму    | Вероника          |
| 2019. | Нек иде живот   | Директорка        |

## Улоге у синхронизацијама
| Година     | Цртани филм                               | Улога                            |
| ---------- | ----------------------------------------- | -------------------------------- |
| 2006.      | Паја Патак (Канал Д)                      | разни ликови (неке епизоде)      |
| 2006.      | Морнар Попај (Канал Д)                    | Олива итд. (неке епизоде)        |
| 2006.      | Срећне мелодије (Канал Д)                 | разни ликови (неке епизоде)      |
| 2006.      | Шашава дружина (Канал Д)                  | разни ликови (неке епизоде)      |
| 2006.      | Нова три спадала (Канал Д)                | разни ликови (неке епизоде)      |
| 2006.      | Супермен (Канал Д)                        | Госпођа Луис итд. (неке епизоде) |
| 2006.      | Гамби (Канал Д)                           | разни ликови (неке епизоде)      |
| 2006.      | Скурен сонгс (Канал Д)                    | разни ликови (неке епизоде)      |
| 2006.      | Чупко                                     | Бувац, Санда, Трикс итд.         |
| 2006-2007. | Мали Амадеус                              | Ана Марија Моцарт                |
| 2006.      | Хало Спенсер                              | Пеги, Казимир                    |
| 2006.      | Делфи                                     | све женске улоге                 |
| 2006.      | Кошаркашка грозница                       | сви женски ликови                |
| 2006.      | Леона Лавље срце                          | Леона, гђа. Дабић                |
| 2006.      | Легенда о Змају                           | сви женски ликови                |
| 2006.      | Улица Сезам (Канал Д/ДТВ Продакшн)        |                                  |
| 2007.      | Нануков велики лов                        | Нејама                           |
| 2007.      | Мачак Били                                | разни ликови                     |
| 2007.      | Свет цртања Бруса Блица                   | Нарација                         |
| 2007.      | Чекајући Божић                            |                                  |
| 2008.      | Силван                                    | Приор, Елвира                    |
| 2008.      | Спајдермен и његови задивљујући пријатељи | додатни гласови                  |
| 2008.      | О Богу Ганешу 1                           | Ганеша                           |
| 2008.      | О Богу Ганешу 2                           | Ганеша                           |
| 2008.      | Кришна                                    | Рохини                           |
| 2008.      | Кришна - Крадљивац бутера                 | Рохини, Канаја Кришна            |
| 2008.      | Невидљиви човек                           | Жад, сценаристкиња               |